# Consonne labio-vélaire
 (janvier 2018).
Si vous disposez d'ouvrages ou d'articles de référence ou si vous connaissez des sites web de qualité traitant du thème abordé ici, merci de compléter l'article en donnant les références utiles à sa vérifiabilité et en les liant à la section « Notes et références ».
Ne doit pas être confondu avec Consonne labiale-vélaire.
En phonétique articulatoire, une consonne labio-vélaire (en bref une labio-vélaire) peut désigner deux sortes de consonnes :
- une consonne possédant deux lieux d'articulation simultanés :

1. bilabial ;
2. vélaire, la partie postérieure de la langue opérant une constriction au niveau du voile du palais.

- une consonne labiovélarisée (pourvue d'un relâchement labiovélaire [ʷ] prononcée avec les lèvres arrondies).

## Labio-vélaires de l'API
L'alphabet phonétique international recense deux labio-vélaires :
- spirante
  - w, spirante labio-vélaire voisée
    - anglais : witch [wɪt͡ʃ] (sorcière)
    - français : oui [wi]

  - ʍ, spirante labio-vélaire sourde
    - anglais : which [ʍɪt͡ʃ] (lequel)

## Consonnes labio-vélarisées
Par ailleurs, certaines consonnes complexes sont labio-vélarisées ou arrondies, c-à-d. pourvues d'un relâchement sous forme d'une spirante labio-vélaire [w], noté [ʷ] dans l'API.